# 柴田文江
柴田 文江（しばた ふみえ ）は、山梨県出身の日本のプロダクトデザイナー。2014年-2022年まで武蔵野美術大学造形学部基礎デザイン学科教授。2022年より多摩美術大学美術学部統合デザイン学科教授。
エレクトロニクス商品から日用雑貨、医療機器、ホテルのトータルディレクションまで、幅広い製品のデザインを手がける。2018年-2020年までグッドデザイン賞審査委員長を務める。

## 経歴
- 1990年　武蔵野美術大学工芸工業デザイン学科卒業
- 1990年 - 東芝デザインセンター勤務
- 1994年　Design Studio S 設立
- 2003年 - グッドデザイン賞審査委員
- 2009年 - グッドデザイン賞審査副委員長
- 2014年　武蔵野美術大学教授に就任
- 2014年　日本デザインコミッティーに参加[4]
- 2018年 - 2020年　グッドデザイン賞審査委員長[5]
- 2022年　多摩美術大学美術学部統合デザイン学科教授に就任

## 受賞歴
- 2006年　AVON Awards to Women 芸術賞
- 2007年　ドイツiF賞　金賞
- 2008年　ドイツiF賞
- 2008年　Red Dot Design Award product design賞
- 2010年　グッドデザイン賞 金賞
- 2010年　アジアデザイン賞 大賞 / 文化特別賞 / 金賞
- 2011年　グッドデザイン賞 金賞
- 2011年　Red Dot Design Award product design賞
- 2011年　ドイツiF賞
- 2012年　毎日デザイン賞
- 2013年　ドイツiF賞
- 2014年　グッドデザインロングライフデザイン賞
- 2014年　ドイツ デザイン賞（The Design Award of the Federal Republic of Germany）
- 2015年　グッドデザインロングライフデザイン賞
- 2016年　ドイツ デザイン賞（The Design Award of the Federal Republic of Germany）
- 2017年　グッドデザイン賞 2アイテムで金賞を受賞
- 2021年　エル・デコインターナショナルアワード　照明部門グランプリ受賞
- 2024年　Red Dot Design Award 2024 Best of the Best受賞

## 代表作
- 鳥取三洋電機 KDDI au Sweets（A5510SA） Sweets pure（A5519SA）  Sweets cute（A5524SA）
- 鳥取三洋電機 KDDI au ジュニアケータイ （A5525SA） 「京セラ ジュニアケータイ（KY001）
- ZOJIRUSHI 　ZUTTOシリーズ（コーヒーメーカー、炊飯器、電気ポット、トースター）
- COMBI 　ベビーレーベル（乳幼児向け製品、コンビマグ）
- OMRON 　けんおんくん（ 電子体温計、上腕血圧計、体組成計、婦人体温計）
- 無印良品　体にフィットするソファー
- KOKUYO　trystrams
- SHISEIDO　プリペア
- MIYOSHI SOAP CORPORATION　MIYOSHI FACTORY SOAP
- 花王　ニャンとも清潔トイレ
- 野田琺瑯　ホワイトシリーズ密閉蓋
- 9h　ナインアワーズ京都寺町店
- JR東日本　次世代自販機
- シスメックス　臨床検査システム
- PTP　SPIDER PRO
- LIXIL sunwave　RICHELLE
- 包丁工房タダフサ
- OMRON　婦人用電子体温計（MC -642L）
- *東京都制定の「ヘルプマーク」のプロダクトデザイン（グラフィックデザインは永井一史）[6]
- remy　レミパンプラス(2016年3月発売予定)
- 無印良品　歯ブラシ/ ヘアドライヤー / 体重計 / コードレスクリーナー
- パナソニック 補聴器
- サエラ オールプラスチック傘
- KINTO uniteaシリーズ
- racu 急須 / 湯呑み / キャニスター[7]
- イトーキ　vertebra03